# ستيوارت كليج
ستيوارت كليج (بالإنجليزية: Stewart Clegg)‏ هو عالم اجتماع أسترالي، ولد في 9 أبريل 1947 في برادفورد في المملكة المتحدة.